# Radarpar
Radarpar är två personer som samspelar mycket väl, nästan telepatiskt likt två radar som sänder signaler till varandra. I utvidgad betydelse syftar det på två personer som är oskiljaktiga.
Ordet är en sammansättning av orden "radar" och "par", och det finns belagt i svenskan från 1950-talet eller 1960-talet. I början användes det om två mycket samspelta fotbollsspelare. På senare tid förknippas radarpar särskilt med personer inom TV- och underhållningsbranschen. I norskan finns ordet belagt åtminstone från 1970-talet.

## Exempel på radarpar

### Radarpar inom TV och underhållning
- Hasse och Tage
- Stefan och Krister
- Arne och Ankan[6][7]
- Filip och Fredrik
- Mia och Klara (komikerna Mia Skäringer och Klara Zimmergren)
- Björn och Benny (Abba)
- John Lennon och Paul McCartney
- Keith Richards och Mick Jagger
- Helan och Halvan, svensk benämning på komikerparet Laurel and Hardy
- Penn and Teller

### Radarpar i sport
- Bebeto & Romário[8]
- Cafu & Roberto Carlos[8]
- Xavi & Andrés Iniesta[8]
- Patrick Mahomes & Travis Kelce

### Fiktiva radarpar
- Knoll och Tott
- Piff och Puff
- Starsky & Hutch
- Ronny & Ragge